# Reprezentacja Szwajcarii w unihokeju kobiet
Reprezentacja Szwajcarii w unihokeju kobiet – drużyna reprezentująca Szwajcarię w rozgrywkach międzynarodowych w unihokeju kobiet.

## Historia
Reprezentacja ta pod względem zdobytych medali jest na trzecim miejscu i posiada w swym dorobku m.in. jeden złoty medal zdobyty na MŚ w 2005 roku, trzy srebrne oraz trzy brązowe. .

## Udział w imprezach międzynarodowych

### Mistrzostwa Europy
| Rok     | M | Z | R | P | Suma  | +/- | Miejsce   |
| ------- | - | - | - | - | ----- | --- | --------- |
| ME 1995 | 6 | 3 | 0 | 3 | 45:15 | +30 | 4.miejsce |

### Mistrzostwa Świata
| Rok     | M  | Z  | R | P  | Suma    | +/-  | Miejsce    |
| ------- | -- | -- | - | -- | ------- | ---- | ---------- |
| MŚ 1997 | 6  | 3  | 0 | 3  | 32:19   | +13  | 4. miejsce |
| MŚ 1999 | 4  | 2  | 0 | 2  | 12:8    | +4   | 2.miejsce  |
| MŚ 2001 | 5  | 2  | 0 | 3  | 18:10   | +8   | 4. miesto  |
| MŚ 2003 | 5  | 3  | 0 | 2  | 25:17   | +8   | 2.miejsce  |
| MŚ 2005 | 5  | 5  | 0 | 0  | 25:10   | +15  | mistrz     |
| MŚ 2007 | 6  | 5  | 0 | 1  | 57:12   | +45  | 3.miejsce  |
| MŚ 2009 | 6  | 5  | 0 | 1  | 44:14   | +30  | 2.miejsce  |
| MŚ 2011 | 6  | 4  | 0 | 2  | 65:17   | +48  | 4. miesto  |
| MŚ 2013 | 6  | 5  | 0 | 1  | 28:14   | +14  | 3.miejsce  |
| MŚ 2015 | 6  | 4  | 0 | 2  | 42:23   | +19  | 3.miejsce  |
| Razem   | 55 | 38 | 0 | 17 | 348:144 | +204 |            |

### Kwalifikacje do MŚ
| Rok  | M | Z | R | P | Suma | +/- | Miejsce |
| ---- | - | - | - | - | ---- | --- | ------- |
| 2015 | 5 | 5 | 0 | 0 | 94:3 | +91 | 1/6     |